# Lövhagen och Lunda
Lövhagen och Lunda var mellan 2005 och 2020 samt från 2023 en av SCB avgränsad och namnsatt småort i nordvästra delen av Upplands-Bro kommun. Småorten omfattade bebyggelse sydväst om Björkudden i Håtuna socken.